# Ram Jaane
Pour les articles homonymes, voir RAM.
Pour plus de détails, voir Fiche technique et Distribution.
Ram Jaane (राम जाने) est un film indien de Rajiv Mehra sorti en 1995. Il raconte l'histoire d'un petit malfrat interprété par Shahrukh Khan.

## Synopsis
Un gamin des rues sans nom prend le nom de Ram Jaane (Dieu seul sait). Il a pour amis Murli et Bela. Dès l’enfance, Ram Jaane tourne mal et se retrouve en prison sous la coupe d’un policier particulièrement odieux. Il rencontre un mafieux qui sera son mentor. À l’âge adulte, son mentor se fait assassiner par le policier qui l’a autrefois enfermé. Ram Jaane lui vouera une haine farouche. Il se retrouve de nouveau en prison durant plusieurs années. À sa sortie, son ami Murli l’attend et le ramène dans leur ancien quartier. Murli est devenu éducateur et tente d’aider les orphelins à ne pas devenir des malfrats. Bela a repris l’hôtel de ses parents. Lorsque Ram Jaane la revoit, il en tombe fou amoureux. Mais la belle préfère Murli.
Murli pense que l’amour que porte Ram Jaane à Bela pourrait le remettre dans le droit chemin. Mais Ram Jaane mène une vie fastueuse grâce à ses larcins et à la fréquentation des mafieux de la ville. Pour ça, il sera pris en exemple et admiré par les orphelins qui sont sous la tutelle de Murli, ils deviendront les hommes de main de Ram Jaane au grand désespoir de Murli. Parallèlement, Murli et les orphelins sont menacés d’expulsion par un politicien corrompu. Ram Jaane n’hésite pas et, pensant aider son ami, tue le politicien. À la suite de cet assassinat, une descente de la police s’opère dans le quartier et un des enfants est tué par le même policier qui persécutait Ram Jaane.
Murli accuse Ram Jaane d’avoir mis le feu aux poudres et d’être en partie responsable de la mort de l’enfant. Ram Jaane tue le policier dans une ultime confrontation qui le fera finir en prison, IL finit par être pendu.

## Fiche technique
- Titre : Ram Jaane
- Titre en hindi : राम जाने
- Réalisateur : Rajiv Mehra
- Scénario : Vinay Shukla
- Production : Parvesh C. Mehra
- Compositeur : Anu Malik
- Direction artistique : Nitish Roy
- Dialogues : Vinay Shukla
- Photographie : S. Pappu
- Montage : M.S. Shinde
- Pays :  Inde
- Sociétés de production : Eagle Films, United Producers
- Genre : Action
- Durée : 160 minutes
- Date de sortie :

 Inde : 29 novembre 1995

## Distribution
- Shahrukh Khan : Ram Jaane
- Juhi Chawla : Bela
- Vivek Mushran : Murli
- Gulshan Grover : Bhau
- Puneet Issar : Inspecteur Chewte
- Tinnu Anand : Samir Sanwla
- Deven Verma : Oncle Daddu
- Amrit Pal : Mirchi
- Arun Bali : Paowala Baba
- Bhavin Patwa : Ram Jaane enfant
- Safiq Khan : Murli enfant